# Valentin Averianov
Pour les articles homonymes, voir Averianov.
Valentin Grigorievitch Averianov (en russe : Валентин Григорьевич Аверьянов) est un aviateur russe et soviétique, né le 26 octobre 1922 à Moscou et décédé le 23 juin 2007 dans cette même ville. Il se distingua comme pilote d'assaut à la fin de la Seconde Guerre mondiale et fut récompensé par le titre de Héros de l'Union soviétique.

## Biographie
Valentin Averianov est né le 26 octobre 1926 à Moscou, dans une famille ouvrière. Après sept années d'études, il travailla comme mécanicien dans l'usine no 119 « G.M. Malenkov » à Moscou. Il apprit à piloter dans un aéroclub du raïon de Sverdlovsk.
Il rejoignit les rangs de l'Armée rouge au printemps 1941 et fut envoyé à l'école de l'Air de Tchernigov. Après l'invasion allemande de l'Union soviétique, il combattit avec les autres élèves-pilotes dans l'infanterie, à la périphérie de Tchernigov. L'école fut évacuée à Rostov-sur-le-Don à l'automne 1942, puis au Turkménistan.
Pilote breveté à la fin de 1942, Averianov ne fut pas dirigé vers le front, mais en Extrême-Orient, où il servit dans un régiment de chasse basé à Oussouriisk. Il effectua des missions de combat aux commandes d'un Polikarpov I-16. En 1943, il pilotait un Iliouchine Il-2, l'un des meilleurs avions d'attaque de la Seconde Guerre mondiale.
En mars 1944, il fut affecté au 15e régiment d'assaut de la Garde, dans la région de Leningrad, au sein du troisième front biélorusse. Il prit part aux combats pour la libération de l'oblast de Léningrad, de l'isthme de Carélie, de la ville de Vyborg, de l'Estonie, puis aux combats en province de Prusse-Orientale.
Le 19 avril 1945, un décret du Præsidium du Soviet suprême attribua à Valentin Averianov le titre de Héros de l'Union soviétique.
Malgré un séjour relativement court sur le front — un peu plus d'un an —, il effectua 192 sorties et détruisit ou endommagea personnellement 10 chars, 43 canons, 30 mortiers, 87 véhicules et d'autres équipements militaires ennemis. Il ne fut touché qu'une seule fois. En 1945, il adhéra au PCUS. 
Il resta dans l'armée après la guerre et fut commandant adjoint d'un régiment d'aviation. Il prit sa retraite en 1970 avec le grade de colonel. Il vécut ensuite à Moscou, où il travailla encore et où il est décédé le 23 juin 2007. Il est enterré au cimetière Troïekourovskoïe.

## Décorations
- Héros de l'Union soviétique (médaille no 6300)
- Ordre de Lénine
- Trois fois l'ordre du Drapeau rouge
- Ordre d'Alexandre Nevski
- Deux fois l'ordre de la Guerre patriotique de 1re classe
- Ordre de la Guerre patriotique de 2e classe
- Ordre de l'Étoile rouge